# Аида (мюзикл)
«Аи́да» (англ. Aida) — мюзикл театральной компании «Disney Theatrical Productions» на либретто Линды Вулвертон, музыку Элтона Джона и стихи Тима Райса. Постановка основана на одноимённой итальянской опере Джузеппе Верди. Мировая премьера состоялась в бродвейском «Дворцовом театре» 23 марта 2000 года. До этого мюзикл проходил этап предпоказов в Атланте (1998), Чикаго (1999) и на Бродвее (с 24 февраля по 19 марта 2000 года).

## История создания

### Идея
После кассового успеха анимационного фильма «Король лев» руководство «Walt Disney Animation Studios» пожелало создать ещё один проект в музыкальном ключе с командой Элтона Джона и Тима Райса. В ответ Джон предложил воплотить идею не в виде фильма, а театрального живого мюзикла.
Первые чтения либретто прошли 1 апреля 1996 года. Элтон Джон также представил демоверсии нескольких своих оригинальных песен, которые ещё ни разу не выпускались, но были широко распространены на пиратских дисках и кассетах. Одной из важных задач команды было придумать название для мюзикла.

### Этап предпоказов
Премьера «Легенды об Аиде» (первое название мюзикла) состоялась в театре «Альянс» в Атланте. Было показано 63 спектакля с 16 сентября по 8 ноября 1998 года. В этой версии присутствовали музыкальные композиции, которые были удалены из окончательной варианта постановки. Из декораций была только огромная шеститонная пирамида. Она вращалась с помощью гидравлической системы. Каждая сторона пирамиды представляла определённое место действия мюзикла: например, корма судна или могила. Несмотря на дорогую декорацию (около $10 млн.), пирамида постоянно ломалась. Поэтому в Чикаго компания наняла нового дизайнера сцены. Из сценографии мюзикла в Атланте в бродвейскую версию постановки ничего не перешло.
Новая версия мюзикла была показана в театре «Кадиллак Палас» в Чикаго 12 ноября 1999 года. Представив публике 69 спектаклей, «Аида» закрылась 9 января 2000 года. В этой постановке были сделаны существенные изменения во всём. Роберт Фолс заменил Роберта Джесса Росса на посту директора. В качестве сценографа пригласили Боба Кроули (он заменил Стэнли Мейера). Также изменения коснулись и труппы: из актёрского состава мюзикла в Атланте остались только Хизер Хидли (роль Аиды) и Шери Рене Скотт (роль Амнерис).
13 ноября 1999 года во время выполнения заключительного номера сорвалась и упала на сцену с высоты около восьми футов (2,4 метра) часть декорации подвешенной могилы, в которой находились Хизер Хидли и Адам Паскаль. Актёров доставили в северо-западный мемориальный госпиталь для обследования. Там сделали заключение: получили лёгкие ранения. Обоих отпустили через несколько часов. После этого было решено могилу статично закрепить на сцене, а не подвешивать её.

### Бродвей
На Бродвее мюзикл выходит под новым названием — «Аида» (в СМИ и на постерах: «„Аида“ Элтона Джона и Тима Райса» (англ. Elton John and Tim Rice's Aida)). Премьера состоялась 23 марта 2000 года в «Дворцовом театре». До этого состоялись тридцать превью-спектаклей. Закрылся мюзикл 5 сентября 2004 года после 182 представлений, стоявший на тот момент на 35 строчке списка самых долгоиграющих постановок в истории Бродвея.
На 99 неделе проката «Аида» вернула затраты на производство и стала приносить доход компании. Во многом это связано с командой создателей. Некоторые из них отмечены высшими наградами и премиями (см. #Награды и номинации). Режиссёром бродвейской версии (как и в Чикаго) выступил Роберт Фолс. Боб Кроули, помимо сценографии, создал костюмы. К производству мюзикла также имеют отношение: Наташа Кац (свет), Стив Кеннеди (звук) и Вейн Силенто (хореография).
За всё время проката в мюзикле на Бродвее было немало приглашённых звёзд. Главную женскую роль в дублирующих составах играли Дебора Кокс, Тони Брэкстон, Мишель Уильямс, Сэйкон Сенгблох, Майя Дэйс, Симона и Марле Дэндридж. В роли Радамеса были Уилл Чейз, Патрик Кассиди, Ричард Блейк, Уильям Роберт Гейнор и Мэтт Богарт. Амнерис заменяли Идина Мензел, Джессика Хенди, Мэнди Гонсалес, Фелиция Финли, Тейлор Дейн и Лиза Брешии. В роли Зосера на сцену выходили Майки Доленз и Донни Кер.

## Сюжет

### Акт I
В Египетском зале современного музея мужчина и женщина, осматривающие экспозицию, обращают друг на друга внимание. Ожившая статуя Амнерис, женщины-фараона, переносит их в Древний Египет («Every Story Is a Love Story»), где Радамес, капитан Египетской армии, со своими людьми возвращается из похода на Нубию, давнего врага Египта («Fortune Favors the Brave»). Радамес очарован одной из захваченных нубийских женщин, Аидой, которая, пытаясь освободиться, дерется с одним из солдат. Радамес заставляет её мыть его спину, но она отказывается, говоря, что, несмотря на то что египтяне забрали все у нубийцев, они никогда не потеряют своей силы духа («The Past Is Another Land»). Радамес спасает спутников Аиды от медных рудников (и, как следствие, неминуемой смерти), вместо этого отправив их к землекопам во дворец. Он также отдал Аиду в служанки своей невесте, принцессе Амнерис. Отец Радамеса, главный министр Зосер, рассказывает сыну, что Фараон умирает и Радамес должен быть готов стать следующим правителем Египта («Another Pyramid»). В тайне от Радамеса его отец отравил Фараона, чтобы обеспечить своему сыну трон.
Слуга Радамеса, Мереб, — нубиец, научившийся выживать в Египте. Отводя Аиду к принцессе, Мереб узнает в ней дочь нубийского короля, которому Мереб служил когда-то. Она приказывает ему сохранить её происхождение в тайне, иначе египтяне убьют её («How I Know You»). Амнерис представляют Аиду, и та сразу проникается симпатией к принцессе, понимая, что любовь Амнерис к моде лишь маска, чтобы скрыть свою неуверенность («My Strongest Suit»). На банкете Амнерис и Радамес узнают от Фараона, что их свадьба состоится через семь дней, и капитан понимает, что время его походов закончилось («Fortune Favors the Brave (Reprise)»*). Вместе, он и Аида делятся своими мечтами и сожалениями («Enchantment Passing Through»).
Позже этой же ночью Амнерис, волнуясь по поводу болезни своего отца, находит в Аиде поддержку («My Strongest Suit (Reprise)»). Мереб берет Аиду в нубийский лагерь, где она с неохотой соглашается на мольбы своих людей возглавить их («Dance of the Robe»). Когда она просит Радамеса помочь нубийцам, он открывает перед ней свое сердце и признается Аиде в любви («Not Me»/«Elaborate Lives»). Аида не может больше бороться со своими чувствами падает в его объятия. Новость о том, что армии Рамадеса захватили Амонасро, короля Нубии и отца Аиды, прерывает их счастье. Радамес, понимая, что не может успокоить Аиду, оставляет её с болью. Аида сплачивает свой народ, говоря, что Нубия никогда не умрет («The Gods Love Nubia»).

### Акт II
Новости о побеге Амонасро расстраивают свадьбу Амнерис. Радамес узнает правду о происхождении Аиды, когда прибывает в порт
Действие возвращается в музей, дух Амнерис рассказывает, что она стала фараоном, а «смерть влюблённых дала рождение царству мира» между Египтом и Нубией. Она смотрит на современных мужчину и женщину, они реинкарнации Аиды и Радамеса, которые в конце концов нашли друг друга («Every Story is a Love Story (Reprise)»).

## Персонажи и актёрский состав
| Аида     | Дочь Амонасро и принцессы Эфиопии (также известна как Абиссинская кошка). Находится в рабстве и скрывает своё королевское происхождение. Голос: меццо-сопрано. |
| Радамес  | Капитан египетской армии. Сын Зосера и жених Амнерис. Займёт трон Египта после смерти фараона. Голос: драматический тенор.                                     |
| Амнерис  | Принцесса Египта, дочь фараона. Аида, подаренная ей в качестве подарка, будет служанкой принцессы. Голос: меццо-сопрано.                                       |
| Зосер    | Главный министр Египта, отец Радамеса. Способствует скорейшему получению трона своим сыном. Голос: баритон.                                                    |
| Мереб    | Эфиопский слуга Радамеса. В молодости был взят в плен египетской армией. Первым узнал, что Аида дочь царя Эфиопии. Голос: баритон.                             |
| Нехебка  | Нубийская рабыня. Голос: меццо-сопрано. |
| Фараон   | Отец Амнерис и царь Египта. Тайно отравляет Зосера. |
| Амонасро | Отец Аиды и царь Эфиопии. |

| Персонаж | Бродвей         |
| -------- | --------------- |
| Аида     | Хизер Хидли     |
| Радамес  | Адам Паскаль    |
| Амнерис  | Шери Рене Скотт |
| Зосер    | Джон Киккок     |
| Мереб    | Дэмиан Перкинс  |
| Нехебка  |                 |
| Фараон   | Даниэль Орескес |
| Амонасро | Тайрис Аллен    |

## Музыкальные партии

### Партитура мюзикла
| Акт I - «Every Story is a Love Story» — Амнерис - «Fortune Favors the Brave» — Радамес и солдаты - «The Past is Another Land» — Аида - «Another Pyramid» — Зосер и министры - «How I Know You» — Мереб и Аида - «My Strongest Suit» — Амнерис и женщины дворца - «Enchantment Passing Through» — Радамес и Аида - «My Strongest Suit» (реприза) — Амнерис и Аида - «Dance of the Robe» — Аида, Нехебка и нубийцы - «Not Me» — Радамес, Аида, Амнерис и Мереб - «Elaborate Lives» — Радамес и Аида - «The Gods Love Nubia» — Аида, Нехебка, Мереб и нубийцы | Акт II - «A Step Too Far» — Амнерис, Радамес и Аида - «Easy as Life» — Аида - «Like Father, Like Son» — Зосер, Радамес и министры - «Radames' Letter» — Радамес - «How I Know You» (реприза) — Мереб - «Written in the Stars» — Радамес и Аида - «I Know the Truth» — Амнерис - «Elaborate Lives» (реприза) — Аида и Радамес - «Enchantment Passing Through» (реприза) — Радамес и Аида - «Every Story is a Love Story» (реприза) — Амнерис |

### Саундтрек

#### Бродвейская версия
Первый альбом мюзикла, известный как «концептуальный», вышел в преддверии бродвейской постановки — в 1999 году. Записан с участием Джанеты Джексон, Тины Тёрнер, Шанайи Твейн, Стинга, «Spice Girls» и Лиэнн Раймс. Также были репризные композиции в исполнении Хизер Хидли и Шери Рене Скотт.
Выход оригинального саундтрека бродвейской постановки на CD состоялся 6 июня 2000 года. Запись и выпуск произведены компанией «Walt Disney Records». Было продано около 500 тысяч копий, за что был сертифицирован ассоциацией RIAA как «Золотой альбом». В саундтрек вошли все музыкальные партии мюзикла:
| №   | Название                                | Исполнитель                                                 | Длительность |
| --- | --------------------------------------- | ----------------------------------------------------------- | ------------ |
| 1.  | «Every Story is a Love Story»           | Шери Рене Скотт                                             | 3:19         |
| 2.  | «Fortune Favors the Brave»              | Адам Паскаль                                                | 2:20         |
| 3.  | «The Past is Another Land»              | Хизер Хидли                                                 | 3:03         |
| 4.  | «Another Pyramid»                       | Джон Киккок                                                 | 3:35         |
| 5.  | «How I Know You»                        | Дэмиан Перкинс и Хизер Хидли                                | 2:35         |
| 6.  | «My Strongest Suit»                     | Шери Рене Скотт и Хизер Хидли                               | 5:16         |
| 7.  | «Enchantment Passing Through»           | Адам Паскаль и Хизер Хидли                                  | 3:18         |
| 8.  | «My Strongest Suit» (реприза)           | Шери Рене Скотт и Хизер Хидли                               | 1:09         |
| 9.  | «Dance of the Robe»                     | Хизер Хидли                                                 | 4:05         |
| 10. | «Not Me»                                | Адам Паскаль, Шери Рене Скотт, Хизер Хидли и Дэмиан Перкинс | 3:45         |
| 11. | «Elaborate Lives»                       | Адам Паскаль и Хизер Хидли                                  | 4:29         |
| 12. | «The Gods Love Nubia»                   | Хизер Хидли                                                 | 4:42         |
| 13. | «A Step Too Far»                        | Шери Рене Скотт, Адам Паскаль и Хизер Хидли                 | 3:59         |
| 14. | «Easy as Life»                          | Хизер Хидли                                                 | 4:13         |
| 15. | «Like Father, Like Son»                 | Джон Киккок и Адам Паскаль                                  | 3:13         |
| 16. | «Radames' Letter»                       | Адам Паскаль                                                | 1:32         |
| 17. | «How I Know You» (реприза)              | Дэмиан Перкинс                                              | 1:07         |
| 18. | «Written in the Stars»                  | Адам Паскаль и Хизер Хидли                                  | 3:17         |
| 19. | «I Know the Truth»                      | Шери Рене Скотт                                             | 3:36         |
| 20. | «Elaborate Lives» (реприза)             | Адам Паскаль и Хизер Хидли                                  | 4:23         |
| 21. | «Enchantment Passing Through» (реприза) | Адам Паскаль и Хизер Хидли                                  | 0:52         |
| 22. | «Every Story is a Love Story» (реприза) | Шери Рене Скотт                                             | 2:19         |

#### Версии других стран
Саундтрек мюзикла на языке своей страны выпускали: Нидерланды (в 2001 и 2004 годах), Германия (2004, труппа Эссена), Япония (2004) и Венгрия (2007).

## Постановки

### Предпоказы
| Город (страна) | Театральная площадка        | Дата открытия | Дата закрытия | Кол-во спектаклей |
| -------------- | --------------------------- | ------------- | ------------- | ----------------- |
| Атланта (США)  | «Альянс»                    | 16.09.1998    | 08.11.1998    | 63                |
| Чикаго (США)   | «Кадиллак Палас»            | 12.11.1999    | 09.01.2000    | 69                |
| Нью-Йорк (США) | «Дворцовый театр» (Бродвей) | 24.02.2000    | 19.03.2000    | 30                |

### Стационарные
| Город (страна) | Компания                        | Театральная площадка        | Дата открытия | Дата закрытия | Кол-во спектаклей |
| -------------- | ------------------------------- | --------------------------- | ------------- | ------------- | ----------------- |
| Нью-Йорк (США) | «Disney Theatrical Productions» | «Дворцовый театр» (Бродвей) | 23.03.2000    | 05.09.2004    | 1852              |

## Экранизация
В середине 90-х XX века «The Walt Disney Company» приобрела права на оригинальный сборник рассказов по мотивам оперы «Аида» у Леонтины Прайс. Компания хотела сделать на его основе анимационный фильм. Некоторое время считалось, что для него был создан концепт-арт. Но Бен Балистрери опроверг эту информацию в своём блоге, сообщив, что это были рисунки персонажей по заданию Франка Терри и никакого отношения к производству самого фильма не имеют.
Успех мюзикла на Бродвее породил у кинокомпании «Walt Disney Pictures» большие планы по созданию его экранизации. На главные женские роли рассматривались Бейонсе и Кристина Агилера. Фильм должен был выйти в прокат в 2014 году, однако выбор пал в пользу экранизации другого бродвейского мюзикла — «В лес».

## Награды и номинации
| Год  | Премия                          | Категория                                  | Номинант(ы)                                   | Результат |
| ---- | ------------------------------- | ------------------------------------------ | --------------------------------------------- | --------- |
| 2000 | «Тони»                          | Лучшая музыка                              | Элтон Джон (музыка), Тим Райс (слова)         | Победа    |
| 2000 | «Тони»                          | Лучшая женская роль                        | Хизер Хидли                                   | Победа    |
| 2000 | «Тони»                          | Лучший дизайн сцены                        | Боб Кроули                                    | Победа    |
| 2000 | «Тони»                          | Лучший дизайн костюмов                     | Боб Кроули                                    | Номинация |
| 2000 | «Тони»                          | Лучший свет                                | Наташа Кац                                    | Победа    |
| 2000 | «Драма Деск»                    | Лучшая женская роль                        | Хизер Хидли                                   | Победа    |
| 2000 | «Грэмми»                        | Лучший альбом музыкального театра          | Элтон Джон (музыка), Тим Райс (слова)         | Победа    |
| 2000 | «John Kraaijkamp Musical Award» | Приз зрительских симпатий за лучший мюзикл | «Disney Theatrical Productions»               | Победа    |
| 2000 | «John Kraaijkamp Musical Award» | Лучшая игра ведущей актрисы                | Антже Монтейро                                | Номинация |
| 2000 | «John Kraaijkamp Musical Award» | Лучшая игра ведущего актёра                | Бастиаан Рагас                                | Победа    |
| 2000 | «John Kraaijkamp Musical Award» | Перспективный талан актёра                 | Марлон Дэвид Генри                            | Номинация |
| 2000 | «John Kraaijkamp Musical Award» | Приз за лучший перевод                     | Мартин Биджл                                  | Победа    |
| 2000 | «Touring Broadway Awards»       | Лучший мюзикл                              | «Disney Theatrical Productions»               | Победа    |
| 2000 | «Touring Broadway Awards»       | Лучшая музыка                              | Элтон Джон (музыка), Тим Райс (слова)         | Номинация |
| 2000 | «Touring Broadway Awards»       | Лучшая песня в мюзикле                     | «Я знаю правду»                               | Номинация |
| 2000 | «Touring Broadway Awards»       | Лучший актёр в мюзикле                     | Патрик Кассиди                                | Победа    |
| 2000 | «Touring Broadway Awards»       | Лучшая актриса в мюзикле                   | Саймон                                        | Победа    |
| 2000 | «Touring Broadway Awards»       | Лучшая актриса в мюзикле                   | Келли Фурнир                                  | Номинация |
| 2000 | «Touring Broadway Awards»       | Лучший режиссёр                            | Элтон Джон                                    | Победа    |
| 2000 | «Touring Broadway Awards»       | Лучшая презентация                         | Боб Кроули (дизайн сцены) и Наташа Кац (свет) | Победа    |
| 2000 | «Touring Broadway Awards»       | Лучшие костюмы                             | Боб Кроули                                    | Номинация |
| 2000 | «Clarence Derwent Awards»       | Самая многообещающая актриса               | Шери Рене Скотт                               | Победа    |
| 2000 | «Outer Critics Circle Award»    | Выдающаяся актриса в мюзикле               | Хизер Хидли                                   | Номинация |